# DUT-5

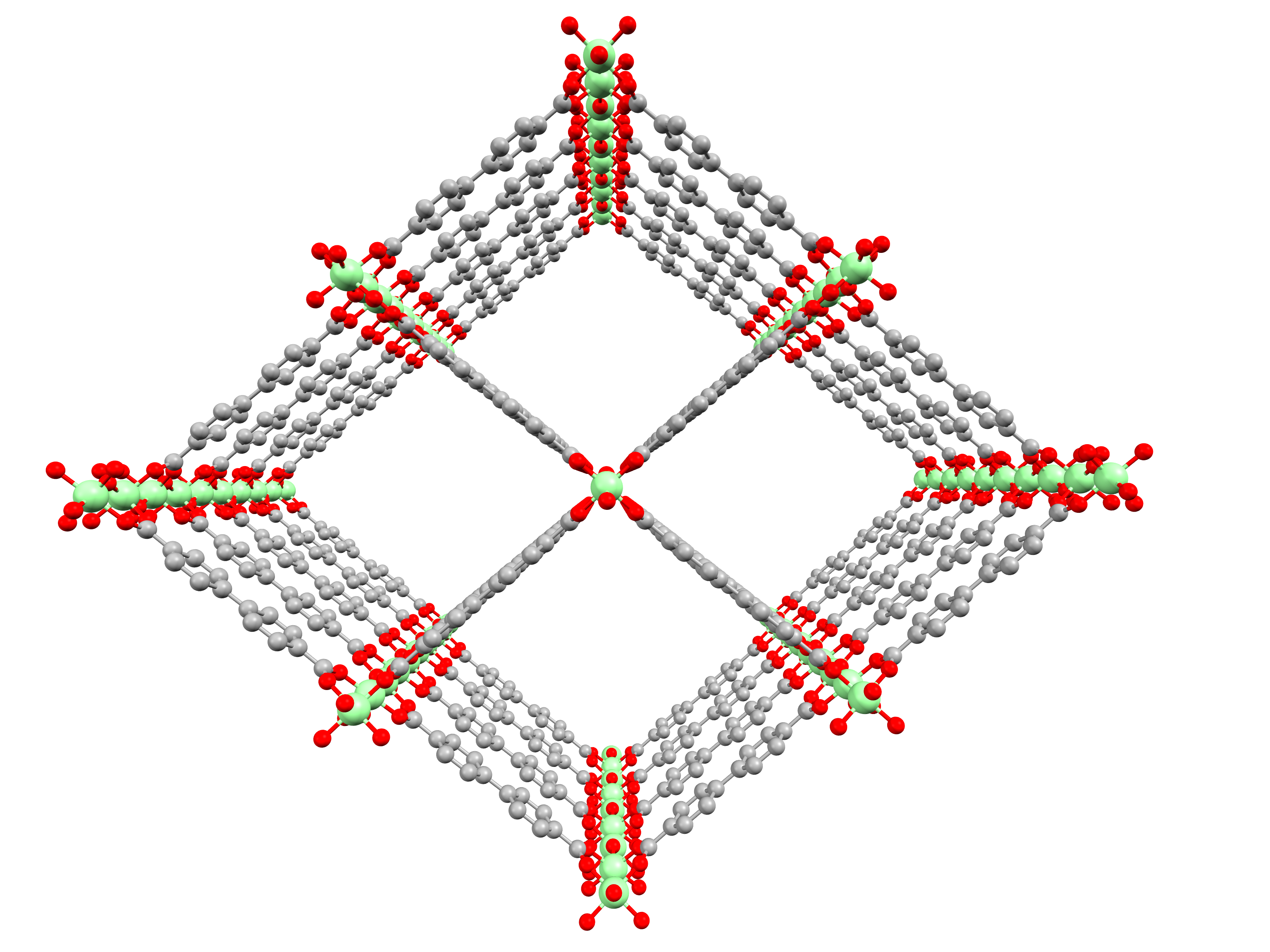
ساختار بلوری DUT-5. فلز: سبز، اکسیژن: قرمز، کربن: خاکستری، هیدروژن: نشان داده نشده‌است.

DUT-5 کوتاه شده (DUT ⇒ Dresden University of Technology)
ماده ای در کلاس چارچوب آلی فلزی (MOFs) است. چارچوب‌های فلزی - آلی، مواد بلوری هستند که در آنها فلزات توسط لیگاند (مولکول‌های پیوند دهنده) به هم متصل می‌شوند و ساختارهای سه بعدی تکرار شده‌ای را ایجاد می‌کنند که به عنوان نهادهای کوردینه شناخته می‌شوند. چارچوب DUT-5 یک نسخه توسعه یافته از ساختار MIL-53 است و از مراکز فلزی Al+3 و مولکول‌های اتصال دهنده بی فنیل -۴٬۴'-دی کربوکسیلات یا biphenyl-4,4'-dicarboxylate (BPDC) و از زنجیره‌های معدنی [M-OH] تشکیل شده‌است که توسط پیوند دهنده‌ها به چهار زنجیره معدنی همسایه متصل می‌شوند. ساختار حاصل شامل مواد ریز متخلخل الماسی شکل است که در یک بعد گسترش یافته‌اند.

## آنالوگ‌های ساختاری
ساختار DUT-5 در ابتدا با Al+3 به عنوان مرکز فلز سنتز شد، اما سایر مواد ساختاری که ساختارهای آنها با DUT-5 قابل مقایسه است، با فلزاتی که عدد اکسایش II+ یا IV + دارند نیز تهیه شده‌است.
| نام              | مرکز فلز و حالت اکسیداسیون | سال گزارش | استناد |
| ---------------- | -------------------------- | --------- | ------ |
| DUT-5(Al)        | Al3+                       | ۲۰۰۹      | [ ۱ ]  |
| COMOC-2          | V3+/V4+, V4+               | ۲۰۱۳      | [ ۳ ]  |
| Mg(4S-PNO)(BPDC) | Mg2+                       | ۲۰۱۸      | [ ۴ ]  |
| Co(4S-PNO)(BPDC) | Co2+                       | ۲۰۱۸      | [ ۴ ]  |

| عامل پیوند ‌دهنده                             | فلز مرکزی    | فلز مرکزی | فلز مرکزی |
| عامل پیوند ‌دهنده                             | Al           | V         | Ga        |
| -------------------------------------------- | ------------ | --------- | --------- |
| 2,2'-Bipyridine-5,5'-dicarboxylate           | MOF-253      | -         | COMOC-4   |
| 4,4'-Bibenzoic acid-2,2'-sulfone             | [ ۷ ] [ ۸ ]  | [ ۹ ]     | -         |
| 2-amino-[1,1']-biphenyl-4,4'-dicarboxylate   | [ ۱۰ ] [ ۸ ] | -         | -         |
| 2-ethynyl-[1,1']-biphenyl-4,4'-dicarboxylate | [ ۱۰ ]       | -         | -         |
| 2-azido-[1,1']-biphenyl-4,4'-dicarboxylate   | [ ۱۰ ]       | -         | -         |
| 2-nitro-[1,1']-biphenyl-4,4'-dicarboxylate   | [ ۱۰ ] [ ۸ ] | -         | -         |
| 2-iodo-[1,1']-biphenyl-4,4'-dicarboxylate    | [ ۱۱ ]       | -         | -         |